# 7スタライブ
『7スタライブ』（ななすたらいぶ）は、テレビ東京で、2011年10月3日から2024年3月29日まで生放送されていた関東ローカルの生活情報番組。
このページでは『7スタLIVE』時代からのちに『7スタい〜な!』に改題後まで続く、内容をほぼ同一とする金曜午前中の生活情報番組を扱う。

## 概要
前身番組『7スタBratch!』に続いてテレビ東京のオープンスタジオ『7スタ』からの生放送で、生活情報と通販を中心とする。当初は『7スタLIVE』と表記。
従来9時台後半（9:29 - 9:58）にて『E morning』に内包されていた『快適!ショッピングスタジオ』（ジャパネットたかた制作）は引き続き本番組に内包される。なお、金曜日のみ『快適!―』が78分の拡大版（9:29 - 10:47）となるため、7スタからはテレビ東京アナ2名の進行による簡素な情報番組となる（10:51 - 11:00までは『太陽と緑の健やかタイム』（アサヒ緑健提供。2012年3月まで）を放送）。
不定期で東京都議会関連番組が放送されることもあり（10:00 - 10:50）、その場合も金曜日同様簡素な情報番組となるが、通販コーナーも放送される。
2012年4月2日から放送時間が9:28 - 11:13枠に変更・拡大される。そのうち、11:00 - 11:13の通販枠『虎ノ門市場〜幸せごはん漫遊記〜』についてはテレビ東京のほかTXN系列各局にも同時ネット放送される（テレビ東京以外のTXN各局は単独番組扱いで、新聞のテレビ欄では「虎ノ門市場・（地方名）編」として表記されている。なお、TVQ九州放送は当初「世界秘境全集傑作選」が編成されていたため放送されていなかったが、2012年7月からネットを開始）。2012年3月まで11:00 - 11:10枠に放送されていた『マイ・ライク!』は当番組に内包され、10:48 - 11:00に放送されるが、テレビ東京以外のTXN各局は『虎ノ門市場-』の開始と引き換えで打ち切りとなった。
2013年9月30日から番組はリニューアルし、新MCに香坂みゆきが起用され、タイトル表記も『7スタライブ』とLIVEからライブへと改める。
2014年3月28日で帯番組としての体制を終了。翌週からは月曜日から木曜日まで当該枠で後継番組『生活情報マーケット なないろ日和!』がスタートされ、香坂は『生活情報マーケット なないろ日和!』のメインキャスターへ異動。本番組は『生活情報マーケット なないろ日和!』が編成されない金曜日のみ放送する形に変更され、簡素な情報番組スタイルへと改められた。
2017年10月6日からは前座番組として『7スタライブプラス』を9:11 - 9:21に放送（前座番組『韓流プレミア（韓国ドラマ枠）』からはステブレレスで接続）。
2023年9月29日で12年間続いた『ライブ』は終了。翌10月6日からは内容をほぼそのまんまに前座を『7スタい〜な!プラス』、本編を『暮らしのヒント 7スタい〜な!』に改題している。
2024年3月29日をもって放送終了した。

### 変遷
| 期間       | 期間       | ロゴ         | 放送時間（日本時間）       |
| ---------- | ---------- | ------------ | -------------------------- |
| 2011.10.03 | 2012.03.30 | 7スタLIVE    | 平日 9:27 - 11:00（093分） |
| 2012.04.02 | 2013.09.27 | 7スタLIVE    | 平日 9:28 - 11:13（105分） |
| 2013.09.30 | 2014.03.28 | 7スタライブ  | 平日 9:28 - 11:13（105分） |
| 2014.04.04 | 2018.09.28 | 7スタライブ  | 金曜 9:28 - 11:13（105分） |
| 2018.10.05 | 2023.09.29 | 7スタライブ  | 金曜 9:26 - 11:13（107分） |
| 2023.10.06 | 2024.03.29 | 7スタい〜な! | 金曜 9:26 - 11:13（107分） |

## 出演者

### 現在
メインキャスター
- 中原みなみ（テレビ東京アナウンサー、2022年7月1日 - 2024年3月29日）[1]
- 長部稀（テレビ東京アナウンサー、2023年5月26日 - 2024年3月29日） - 隔週で出演
- 髙橋大悟（テレビ東京アナウンサー、2023年6月2日 - 2024年3月29日） - 隔週で出演

ナレーター
- 乱一世（通販コーナーのナレーションも兼任）

### 過去
月曜日 - 木曜日
- 兵藤ゆき（2011年10月3日 - 2013年9月26日、また降板してから2ヶ月後に11月20日にもゲスト出演で一日限りのMC復帰）
- パトリック・ハーラン（パックンマックン）（2011年10月3日 - 2014年3月27日）
- 香坂みゆき（2013年9月30日 - 2014年3月27日）
  - 香坂のみ、後継番組も担当。
- 山内乃理子（2011年10月3日 - 2014年3月27日）
- 明山直未（2011年10月3日 - 2014年3月27日）

※香坂、山内、明山は当番組の月曜日 - 木曜の後番組である『生活情報マーケット なないろ日和!』に出演している。
金曜日
| 期間          | 期間           | MC              | MC                  |
| 期間          | 期間           | 男性            | 女性                |
| ------------- | -------------- | --------------- | ------------------- |
| 2011年10月7日 | 2012年9月28日  | 森田京之介      | 相内優香            |
| 2012年10月5日 | 2013年3月29日  | 森田京之介      | 前田海嘉            |
| 2013年4月5日  | 2013年9月27日  | 森田京之介      | 紺野あさ美          |
| 2013年10月4日 | 2014年3月28日  | 野沢春日        | 紺野あさ美          |
| 2014年4月4日  | 2014年9月26日  | 野沢春日        | 鷲見玲奈            |
| 2014年10月3日 | 2015年6月26日  | 野沢春日        | 紺野あさ美          |
| 2015年7月3日  | 2016年10月28日 | 田口尚平        | 紺野あさ美          |
| 2016年11月4日 | 2017年3月31日  | 原田修佑        | 紺野あさ美          |
| 2017年4月7日  | 2019年12月27日 | 原田修佑        | 角谷暁子            |
| 2020年1月10日 | 2020年9月25日  | 中垣正太郎      | 田中瞳              |
| 2020年10月2日 | 2020年12月25日 | 島田一輝        | 田中瞳              |
| 2021年1月8日  | 2021年6月25日  | 島田一輝        | 池谷実悠            |
| 2021年7月2日  | 2022年6月24日  | 島田一輝        | 冨田有紀            |
| 2022年7月1日  | 2023年3月31日  | 島田一輝        | 中原みなみ 藤井由依 |
| 2023年5月26日 | 2024年3月29日  | 長部稀 高橋大悟 | 中原みなみ 藤井由依 |

※いずれも出演当時テレビ東京アナウンサー
月曜日 - 木曜日
7スタキャッチアップ!（ - 2013年9月27日）⇒7スタエンタメ（2013年9月30日 - 2014年3月27日）
- 鷲見玲奈（テレビ東京アナウンサー）
- 野沢春日（テレビ東京アナウンサー）

レポーター
- 中嶋みさ
- 濱本りか
- 柴田愛子
- 我山亜希子
- ティアナ（2013年4月 - 9月、ウクライナ出身。担当前まではTOKYO MX『5時に夢中!サタデー』黒船特派員を担当）
- シモネ（2013年4月 - 9月、ブラジル出身。日本人の夫を持つ）
- 北條愁子
- 宮崎留実
- 松田京子
- 諸永彰子

※北條、宮崎、松田、諸永は『ものスタMOVE』から移籍、諸永は「ものスタ」以来1年（または1年半）ぶりとなる。
東京都議会関連番組内包時
- 林克征（テレビ東京アナウンサー）
- 狩野恵里（テレビ東京アナウンサー）
- 白石小百合（テレビ東京アナウンサー）
- 植田萌子（テレビ東京アナウンサー）

## 内容
（2023年10月現在）

基本的にコーナーは『7スタLIVE』時代からすべて引き継ぎ。コーナー名の頭に「☆」があるものは『ライブ』から、『★』は『い〜な!』から開始。

### 7スタい〜な!
快適!ショッピングスタジオ
- 月～木と同等の「ジャパネットたかたテレビショッピング」だが、金曜は78分の拡大版となる。

テレ東マート
- 原田龍二・原田愛が「生活に役立つヒントを届ける」コーナーだが、実質テレビ東京ダイレクト運営の「テレビ東京マート」のショッピング

★7ホテ
- 東京ホテイソン（たける・ショーゴ）と高橋大悟によるミニ特集

☆虎ノ門市場
- 月～金で放送される帯番組。

## ネット局
放送時間は現行のものを示している。
| 放送対象地域   | 放送局                | 放送期間                      | 放送日時           | 系列           | 備考                                  |
| -------------- | --------------------- | ----------------------------- | ------------------ | -------------- | ------------------------------------- |
| 関東広域圏     | テレビ東京（TX）      | 2011年10月3日 - 2024年3月29日 | 金曜 9:26 - 11:13  | テレビ東京系列 | 制作局                                |
| 北海道         | テレビ北海道（TVh）   | 2011年10月3日 - 2024年3月29日 | 金曜 11:00 - 11:13 | テレビ東京系列 | 部分同時ネット （『虎ノ門市場』のみ） |
| 愛知県         | テレビ愛知（TVA）     | 2011年10月3日 - 2024年3月29日 | 金曜 11:00 - 11:13 | テレビ東京系列 | 部分同時ネット （『虎ノ門市場』のみ） |
| 大阪府         | テレビ大阪（TVO）     | 2011年10月3日 - 2024年3月29日 | 金曜 11:00 - 11:13 | テレビ東京系列 | 部分同時ネット （『虎ノ門市場』のみ） |
| 岡山県・香川県 | テレビせとうち（TSC） | 2011年10月3日 - 2024年3月29日 | 金曜 11:00 - 11:13 | テレビ東京系列 | 部分同時ネット （『虎ノ門市場』のみ） |
| 福岡県         | TVQ九州放送（TVQ）    | 2012年7月2日 - 2024年3月29日  | 金曜 11:00 - 11:13 | テレビ東京系列 | 部分同時ネット （『虎ノ門市場』のみ） |

2022年10月14日放送分は、テレビ東京のみ放送時間を午前9時26分~午前10時35分まで短縮放送。なお、内包番組である『虎ノ門市場』については独立番組扱いで放送。これは、『絶メシロード Season2』第7話を再放送するための措置。
『7スタい～な』はBSテレ東が部分同時ネット（本編〈9:59 - 10:55〉のみ）で放送している。